# Śmigiel
Śmigiel (in tedesco Schmiegel) è un comune urbano-rurale polacco del distretto di Kościan, nel voivodato della Grande Polonia.
Ricopre una superficie di 189,89 km² e nel 2004 contava 17 470 abitanti.